# Menhir von Trémarch

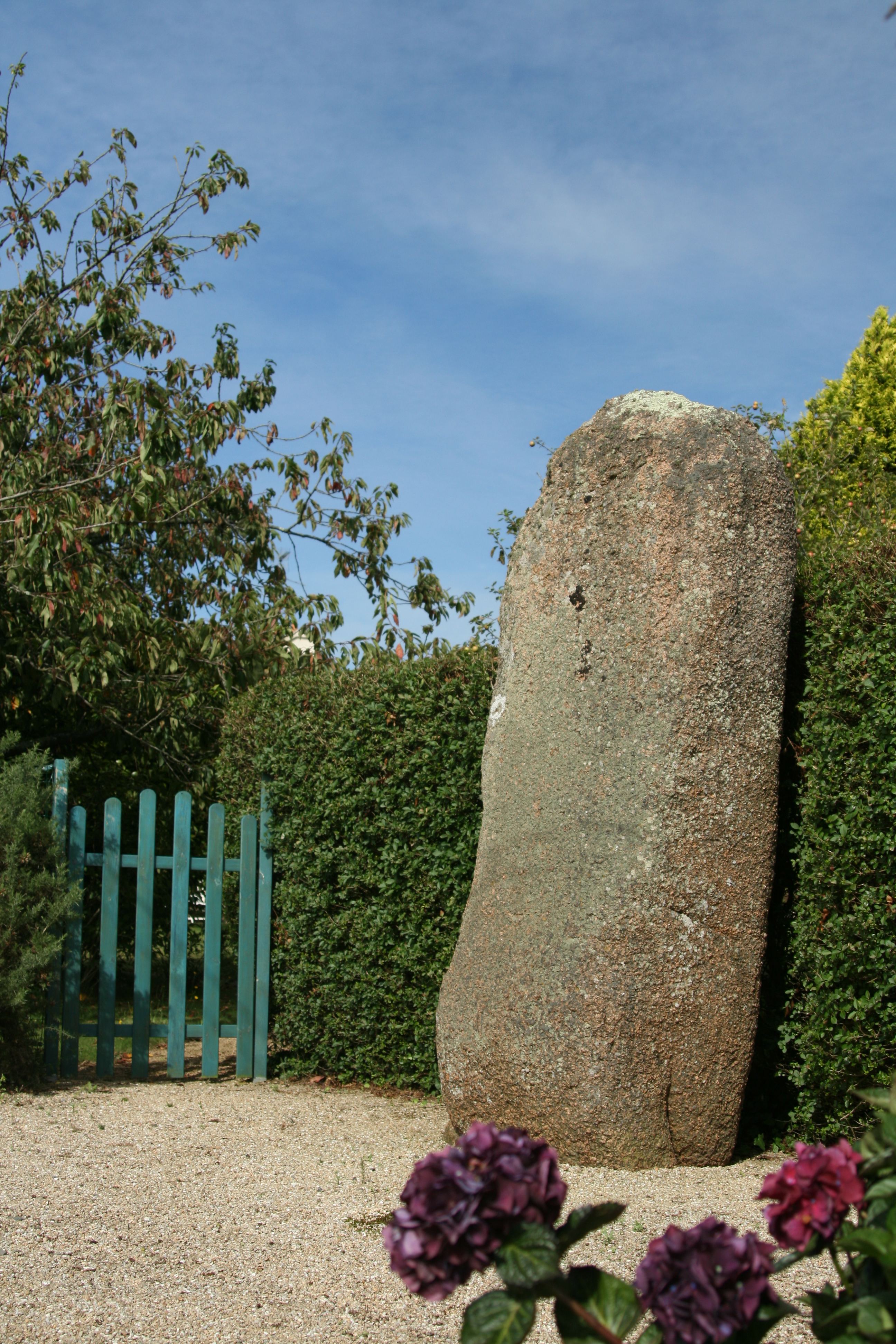
Menhir von Trémarch

Der quaderförmige Menhir von Trémarch (auch Trémarc’h geschrieben oder Menhir de Saint-Samson) befindet sich an der Straße „Route de Lannion“, südlich von Trégastel im Département Côtes-d’Armor in der Bretagne in Frankreich.
Der Menhir aus Granit ist 3,18 Meter hoch bei einer maximalen Breite von 0,95 Metern an der Basis und 0,86 Metern nahe der Spitze. Er wurde nach seinem Fall im Jahre 1960 von seinem ursprünglichen Standort entfernt.
Der Menhir wurde 1960 als Monument historique klassifiziert.
In der Nähe steht der Menhir von Saint-Samson.